# 별의 목소리
"별의 목소리"(일본어: ほしのこえ)는 2002년 공개된 일본의 단편 애니메이션 영화이다. 감독, 각본, 연출, 작화, 미술, 편집의 대부분을, 신카이 마코토 감독이 혼자 진행했다. 제작은 사이타마시 무사시우라와역 부근에 있었던 신카이 마코토의 자택에서 이루어졌다.
캐치프레이즈는 "우리는 아마 우주와 지상으로 찢어진 연인 첫 세대다.".
대한민국에서는 '프리미어 엔터테인먼트'에서 DVD 발매를 하기 직전인 한편 2001년 4월에 투니버스에서 방영되었으며, 이후 성우 더빙을 다시 하여 KBS에서 2006년에 다시 방영하였다.